# République centraliste mexicaine
 (novembre 2018).
Si vous disposez d'ouvrages ou d'articles de référence ou si vous connaissez des sites web de qualité traitant du thème abordé ici, merci de compléter l'article en donnant les références utiles à sa vérifiabilité et en les liant à la section « Notes et références ».
1835–1846
Entités précédentes :
- Première République fédérale

Entités suivantes :
- Deuxième République fédérale
- République du Texas
- République du Yucatán
- République du Rio Grande
- République de Californie

La République centraliste du Mexique (en espagnol : República Centralista de México), est un régime politique unitaire établi au Mexique entre 1835 et 1846, en vertu d'une nouvelle constitution connue sous le nom des Sept Lois, qui fait suite l'abrogation de la Constitution fédérale de 1824 par le président Miguel Barragán, un conservateur. 
Les conservateurs mexicains ayant attribué le chaos politique aux fédéralistes et aux libéraux, mirent fin au système fédéral pour mettre en place un système centralisé, qui rappelle l'époque coloniale. Mais ce nouveau régime ne parvient pas à éviter les coups d'État et les insurrections. La tentative des conservateurs d'imposer un État unitaire a produit une résistance armée dans les régions qui avaient le plus favorisé le fédéralisme. Le centralisme a engendré une nouvelle instabilité politique sévère ainsi que des soulèvements armés et des sécessions : les rébellions à Zacatecas, la révolution texane, la séparation avec le Tabasco, les insurrections du Coahuila et du Tamaulipas qui ont formé la République du Rio Grande, et enfin l'indépendance de l'État du Yucatán qui a établi sa propre république fédérale.
En plus de tout cela, les conservateurs n'ont pas pu empêcher les prises de pouvoir d'Anastasio Bustamante et d'Antonio López de Santa Anna, tous deux présidents à vie successifs. Le 22 août 1846, le nouveau président José Mariano Salas publie un décret qui rétablit la Constitution de 1824 et, par conséquent, le fédéralisme.